# Рзаев, Самир Муса оглы
Рзаев Самир Муса оглы (род. 9 мая 1980, Баку) — авиационный руководитель, президент авиакомпании Azerbaijan Airlines (AZAL).

## Биография
Самир Муса оглы Рзаев родился 9 мая 1980 года в Баку. В 2001 году окончил Азербайджанский государственный экономический университет по специальности общая экономика, получив степень бакалавра, а в 2003 году — магистра. Для продолжения образования он поступил в Даремский университет в Великобритании, где с 2003 по 2004 год изучал финансы и инвестиции и получил степень магистра.
Свою карьеру Самир Рзаев начал в 2001 году в качестве экономиста в Центральном банке Азербайджана, где проработал до сентября 2003 года. После окончания обучения за рубежом он вернулся в Центральный банк, где занимал должность старшего экономиста с 2004 по 2005 год, а затем возглавил департамент управления иностранными резервами с 2005 по 2007 год.
Затем Рзаев перешел на работу в PASHA Construction, где с 2007 по 2008 год занимал должность финансового директора, а с 2008 по 2009 год — коммерческого директора. В марте 2009 года он был назначен начальником казначейского департамента Фонда ипотечного и кредитного обеспечения Азербайджана, где проработал до октября 2016 года, после чего стал главным финансовым директором фонда до июля 2017 года. С 2017 по 2022 год Самир Рзаев занимал должность директора по торговле в сети ООО Azerbaijan Supermarket.
В феврале 2022 года распоряжением президента Азербайджана он был назначен вице-президентом ЗАО Azerbaijan Airlines. В ноябре 2022 года он был повышен до первого вице-президента и временно исполнял обязанности президента с сентября 2023 года.
22 февраля 2024 года Самир Рзаев распоряжением президента Азербайджана был назначен президентом авиакомпании Azerbaijan Airlines (AZAL).